# Pijnladder
De pijnladder is een stappenplan voor de medicamenteuze behandeling van pijn. Het is oorspronkelijk ontwikkeld door de Wereldgezondheidsorganisatie (WHO) voor het behandelen van pijn bij kanker. Dit behandelschema wordt tegenwoordig bij de behandeling van alle nociceptieve pijn gevolgd.
De pijnladder van de WHO bestaat uit drie treden. Bij onvoldoende pijnstilling gaat men over op de volgende stap.
Stap 1Niet-opiaten: paracetamol en NSAID’s (onder andere ibuprofen, diclofenac en naproxen).
Stap 2Toevoegen of vervangen van het niet-opiaat door een zwak werkend opiaat: codeïne of tramadol.
Stap 3Het zwak werkend opiaat vervangen door een sterk werkend opiaat: onder andere buprenorfine, fentanyl, morfine, oxycodon en piritramide.
Stap twee wordt bij de behandeling van pijn bij kanker vaak overgeslagen. De meerwaarde van deze tussenstap is niet bewezen en geeft relatief gezien meer bijwerkingen dan de sterkere opiaten uit stap drie. Bij andere vormen van chronische pijn kan stap twee eventueel wel worden toegepast.
Middelen uit stap drie worden vaak gecombineerd met middelen uit stap één vanwege de verschillende werkingsmechanismen van deze groepen pijnstillers. De pijn wordt zo op verschillende manieren bestreden.
Vaak wordt er in stap drie nog onderscheid gemaakt tussen orale, rectale en transdermale toediening en ‘stap 4’, parenterale toediening van opiaten.

## Neuropathische pijn
Neuropathische pijn reageert vaak niet op de klassieke pijnstillers die gebruikt worden bij nociceptieve pijn. Uitzonderingen zijn tramadol en oxycodon. Verder worden onder andere anti-epileptica, antidepressiva en capsaïcine toegepast voor de behandeling van neuropathische pijn. Wanneer er sprake is van een combinatie van nociceptieve pijn en neuropathische pijn, kunnen deze geneesmiddelen worden toegevoegd aan de klassieke analgetica uit de pijnladder.